# Prism celebration
「prism celebration」（プリズム セレブレイション）は、橋本みゆきの17枚目のシングル。2010年4月7日にLantisから発売された。

## 概要
前作「セ・キララ」から中1週の2ヶ月連続リリースとなる2010年2作目のシングル。表題曲はPSPゲーム『マリッジロワイヤル プリズムストーリー』のオープニングテーマとして使用された。

## 収録曲
1. prism celebration [3:54] 
  - 作詞：こだまさおり、作曲・編曲：山口朗彦
  - PSPゲーム『マリッジロワイヤル プリズムストーリー』オープニングテーマ
2. Sweep away! [3:59]
  - 作詞・作曲：橋本みゆき、編曲：鈴木マサキ
3. prism celebration（off vocal）
4. Sweep away!（off vocal）